# Лобов Семен Михайлович
Семен Михайлович Лобов (16 лютого 1913, село Смольниково Клінського повіту Московської губернії, тепер Волоколамського району Московської області, Російська Федерація — 12 липня 1977, місто Москва) — радянський військово-морський діяч, командувач Північного флоту, помічник (заступник) начальника Генерального штабу Збройних сил СРСР по Військово-морському флоту, адмірал флоту (28.07.1970). Кандидат у члени ЦК КПРС у 1966—1976 роках. Депутат Верховної Ради СРСР 7—8-го скликань.

## Життєпис
Народився в селянській родині. У 1922—1926 роках навчався в сільській школі села Покровське Волоколамського району Московської губернії, в 1926—1929 роках — у Дєтгородківській радянській трудовій школі-семирічці міста Волоколамська.
З вересня 1929 по січень 1932 року навчався в школі фабрично-заводського учнівства Навчального комбінату робітничої освіти при Люберецькому електромеханічному заводі Московсько-Казанської залізниці, здобув фах слюсаря.
У січні — червні 1932 року — слюсар-електрик 5-го розряду Люберецького електромеханічного заводу Московсько-Казанської залізниці.
З червня 1932 року — у Військово-морському флоті СРСР. У вересні 1932 — травні 1933 року навчався на підготовчому курсі Військово-морського училища імені Фрунзе. У жовтні 1933 — 1937 року — курсант артилерійського дивізіону надводного сектора Військово-морського училища імені Фрунзе. У 1937 році закінчив Військово-морське училище імені Фрунзе з відзнакою за першим розрядом.
З 15 листопада 1937 року — командир артилерійської і мінно-торпедної бойової частини сторожового корабля «Бурун» (типу «Ураган») 7-ї Морської бригади есмінців і сторожових кораблів Тихоокеанського флоту.
14 листопада 1938 року зарахований слухачем Курсів командирів надводних кораблів при Спеціальних курсах командного складу РСВМФ. Курси закінчив з відзнакою.
2 червня 1939 року призначений помічником командира есмінця «Різкий» (проєкту 7), а 20 грудня 1939 року — помічником командира есмінця «Разючий» (проєкту 7).
Член ВКП(б) з 1940 року.
З червня 1942 по листопад 1946 року — командир есмінця «Жвавий» (проєкту 7) Тихоокеанського флоту.
Учасник радянсько-японської війни. 23—26 серпня 1945 року командував загоном підтримки конвою з особовим складом 342-ї стрілецької дивізії і 215-ї артилерійської бригади 87-го стрілецького корпусу при переході з Владивостока в Маока (тепер Холмськ).
9—19 квітня 1946 року брав участь у закордонному поході загону кораблів ТОФ у складі сторожових кораблів ЕК-1 і ЕК-6 по маршруту Владивосток — Токіо — Владивосток при перевезенні в Токіо радянських членів Міжнародного військового трибуналу для Далекого Сходу.
У листопаді 1946 — травні 1948 року — командир 1-го дивізіону есмінців ескадри Чорноморського флоту.
У травні 1948 — вересні 1951 року — командир крейсера «Ворошилов» (проєкту 26) Чорноморського флоту. Одночасно з 1 березня по 4 квітня 1949 року тимчасово командував колишнім італійським крейсером «Емануеле Філіберто дюка д'Аоста», включеним 15 березня 1949 року в ескадру Чорноморського флоту під назвою «Керч».
У вересні 1951 — грудні 1953 року — командир лінкора «Севастополь» Чорноморського флоту.
12 грудня 1953 — 9 грудня 1954 року — слухач Академічних курсах офіцерського складу ВМС при Військово-морської академії імені Ворошилова.
9 грудня 1954 — 15 жовтня 1955 року — командир 50-ї дивізії крейсерів Чорноморського флоту.
15 жовтня 1955 (фактично 8 лютого 1956) — 17 липня 1957 року — начальник штабу ескадри Північного флоту.
17 липня 1957 — 3 жовтня 1960 року — командувач ескадри Північного флоту.
У жовтні 1960 — липні 1961 року — слухач Академічних курсів офіцерського складу при Військово-морської академії. Після закінчення курсів до 8 жовтня 1961 року перебував у розпорядженні головнокомандувача ВМФ. Фактично проходив стажування на посаді 1-го заступника командувача флотом і на підводних човнах.
9 жовтня 1961 — 28 травня 1964 року — 1-й заступник командувача Північного флоту.
28 травня 1964 — 3 травня 1972 року — командувач Північного флоту.
3 травня 1972 — 12 липня 1977 року — помічник (заступник) начальника Генерального штабу Збройних сил СРСР по Військово-морському флоту.
Помер 12 липня 1977 року від гострої кардіальної недостатності. Похований 14 липня 1977 року в Москві на Новодівочому цвинтарі.

## Військові звання
- Лейтенант (28.09.1937)
- Старший лейтенант (5.11.1939)
- Капітан-лейтенант (1.10.1942)
- Капітан ІІІ рангу (5.11.1944)
- Капітан ІІ рангу (18.02.1948)
- Капітан І рангу (13.06.1950)
- Контрадмірал (31.05.1954)
- Віцеадмірал (25.05.1959)
- Адмірал (16.06.1965)
- Адмірал флоту (28.07.1970)

## Нагороди
- два ордени Леніна (30.12.1956, 31.10.1967)
- орден Жовтневої Революції (14.02.1973)
- два ордени Червоного Прапора (2.05.1949, 26.02.1953)
- орден Вітчизняної війни І ст. (7.09.1945)
- два ордени Червоної Зірки (30.03.1946, 6.11.1947)
- медалі